# Хор (сезон 2)
«Хор» (англ. Glee) — американский телевизионный сериал, выходящий на канале FOX с 19 мая 2009 года, и рассказывающий о хоре «Новые горизонты» вымышленной школы имени Уильяма МакКинли в городе Лайма, штат Огайо. Второй сезон включает 22 серии, вышедшие в США с 21 сентября 2010 по 24 мая 2011 года. Премьера в России состоялась 1 января 2013 на канале ТНТ.

## Актёры
| Актёр           | Персонаж         | Серии |
| --------------- | ---------------- | ----- |
| Мэттью Моррисон | Уилл Шустер      | 22    |
| Лиа Мишель      | Рейчел Берри     | 22    |
| Кори Монтейт    | Финн Хадсон      | 22    |
| Дианна Агрон    | Куинн Фабре      | 22    |
| Кевин Макхейл   | Арти Абрамс      | 22    |
| Эмбер Райли     | Мерседес Джонс   | 22    |
| Дженна Ашковиц  | Тина Коэн-Чанг   | 22    |
| Гарри Шам       | Майк Чанг        | 22    |
| Ная Ривера      | Сантана Лопес    | 22    |
| Хизер Моррис    | Бриттани Пирс    | 22    |
| Крис Колфер     | Курт Хаммел      | 21    |
| Корд Оверстрит  | Сэм Эванс        | 21    |
| Марк Саллинг    | Ноа Пакерман     | 20    |
| Джейн Линч      | Сью Сильвестр    | 17    |
| Эшли Финк       | Лорен Зайзис     | 17    |
| Лорен Поттер    | Бекки Джексон    | 14    |
| Джейма Мейс     | Эмма Пиллсберри  | 13    |
| Даррен Крисс    | Блейн Андерсон   | 13    |
| Макс Адлер      | Дэйв Карофски    | 13    |
| Икбал Теба      | Директор Фиггинс | 12    |

## Описание эпизодов
| № | Премьера         | Оригинальное название      | Русское название            | Сценарист   | Режиссёр             | Зрители США (миллионы) |
| --- | ---------------- | -------------------------- | --------------------------- | ----------- | -------------------- | ---------------------- |
| 23 (2.01) | 21 сентября 2010 | Audition                   | Прослушивание               | Йен Бреннан | Брэд Фэлчак          | 12.45                  |
| Шустер и Сильвестр объединяются против нового тренера футболистов — Шеннон Бист. К хору хотят присоединиться спортсмен Сэм Эванс и студентка по обмену Саншайн Коразон. Куинн возвращается в группу поддержки. |                  |                            |                             |             |                      |                        |
| 24 (2.02) | 28 сентября 2010 | Britney/Brittany           | Бритни/Бриттани             | Райан Мёрфи | Райан Мёрфи          | 13.51                  |
| Уилл не хочет, чтобы хор исполнял песни Бритни Спирс, так как считает её плохим примером для подражания. Новый бойфренд Эммы стоматолог Карл хочет заняться зубами учеников. Под наркозом в кресле дантиста каждого из ребят посещают необычные видения. |                  |                            |                             |             |                      |                        |
| 25 (2.03) | 5 октября 2010   | Grilled Cheesus            | Сырный Иисус                | Брэд Фэлчак | Альфонсо Гомес-Рехон | 11.20                  |
| Финн видит лик Иисуса на бутерброде и просит его исполнить несколько желаний. Берт Хаммел попадает в больницу с инфарктом. Ребята хотят помолиться за него, но это вызывает недовольство атеиста Курта, который находит сторонника в лице Сью. |                  |                            |                             |             |                      |                        |
| 26 (2.04) | 12 октября 2010  | Duets                      | Дуэты                       | Йен Бреннан | Эрик Штольц          | 11.36                  |
| Мистер Шустер устраивает конкурс дуэтов, обещая победителям ужин в шикарном ресторане. Финн считает, что дуэт Курта и Сэма негативно отразится на репутации последнего. Рэйчел уверена в успехе, но решает поддаться новичку, чтобы он почувствовал себя своим в хоре. Майк переживает из-за того, что его вокальные данные оставляют желать лучшего. Сантана испытывает романтические чувства к Бриттани, но та не хочет петь с ней, поэтому она становится партнершей Арти. Между Сэмом и Куинн возникает симпатия.                                 |                  |                            |                             |             |                      |                        |
| 27 (2.05) | 26 октября 2010  | The Rocky Horror Glee Show | Хор ужасов Рокки Хоррора    | Райан Мёрфи | Адам Шенкман         | 11.76                  |
| Чтобы привлечь внимание Эммы, Уилл организует постановку мюзикла «Шоу ужасов Рокки Хоррора». Сью хочет сделать из этого разоблачительный сюжет для своей рубрики. Финн, которому нужно раздеться на сцене, начинает сомневаться в своей привлекательности. |                  |                            |                             |             |                      |                        |
| 28 (2.06) | 9 ноября 2010    | Never Been Kissed          | Нецелованные                | Брэд Фэлчак | Брэдли Бакер         | 10.99                  |
| Некоторые ребята фантазируют о Шеннон Бист, так как это помогает им снять сексуальное возбуждение. Курт отправляется в Академию Далтон, чтобы побольше узнать о конкурирующем хоре. Там он знакомится с открытым геем Блэйном и видит очень дружественную, толерантную атмосферу, в то время как в своей школе регулярно подвергается нападкам со стороны Дэйва Карофски, который с помощью агрессивной гомофобии пытается скрыть собственную ориентацию. Вернувшись из колонии для несовершеннолетних, Пак должен заниматься общественными работами. |                  |                            |                             |             |                      |                        |
| 29 (2.07) | 16 ноября 2010   | The Substitute             | Замена                      | Йен Бреннан | Райан Мёрфи          | 11.70                  |
| Фиггинс и Шустер заражены гриппом и временно не могут исполнять свои обязанности. Сью занимает место директора и снова пытается навести в школе свои порядки. Руководство хором берёт на себя замещающий учитель Холли Холидей. Терри решает воспользоваться беспомощностью заболевшего бывшего мужа, чтобы вернуть его. |                  |                            |                             |             |                      |                        |
| 30 (2.08) | 23 ноября 2010   | Furt                       | Фурт                        | Райан Мёрфи | Кэрол Бэнкер         | 10.41                  |
| Берт и Кэрол решают пожениться, и хор должен выступить на их свадьбе. Сэм предлагает Куинн стать парой. Охотница за нацистами Дорис Сильвестр впервые за несколько лет навещает свою дочь Сью. Издевательства Карофски делают жизнь Курта невыносимой. |                  |                            |                             |             |                      |                        |
| 31 (2.09) | 30 ноября 2010   | Special Education          | Специальное образование     | Брэд Фэлчак | Пэрис Барклай        | 11.68                  |
| Курт становится студентом Академии Далтон и присоединяется к их хору. Рэйчел узнаёт, что в прошлом году Финн переспал с Сантаной. Эмма и Карл женятся в Лас-Вегасе. «Новые горизонты» и «Соловьи» делят победу на отборочных соревнованиях. |                  |                            |                             |             |                      |                        |
| 32 (2.10) | 7 декабря 2010   | A Very Glee Christmas      | Очень музыкальное Рождество | Йен Бреннан | Альфонсо Гомес-Рехон | 11.07                  |
| В канун Рождества хор собирает пожертвования для детского приюта. Бриттани просит Санта-Клауса, чтобы он вернул Арти способность ходить. Рэйчел безуспешно пытается помириться с Финном. Учителя делят обязанности по покупке подарков с помощью жребия, но в результате манипуляций Сью всё купленное достаётся ей. |                  |                            |                             |             |                      |                        |
| 33 (2.11) | 6 февраля 2011   | The Sue Sylvester Shuffle  | Подтасовка Сью Сильвестер   | Йен Бреннан | Брэд Фэлчак          | 26.80                  |
| Футбольная команда и хоровой кружок вынуждены работать вместе, так как Шустер и Бист считают, что это пойдёт им на пользу. Ради победы на очередном конкурсе групп поддержки, Сью готова рискнуть жизнью Бриттани. Стараниями Сильвестр, решающий матч и соревнования черлидеров назначают на один день. |                  |                            |                             |             |                      |                        |
| 34 (2.12) | 8 февраля 2011   | Silly Love Songs           | Глупые песни о любви        | Райан Мёрфи | Тэйт Донован         | 11.58                  |
| После удачного матча Финн снова чувствует себя самым популярным парнем в школе, и пытается извлечь из этого максимальную пользу. Пак влюбляется в Лорен Зайзис, что очень раздражает Сантану, но завоевать сердце Лорен оказывается нелегко. Блэйн просит друзей помочь ему исполнить серенаду для парня, который работает в местном магазине одежды. |                  |                            |                             |             |                      |                        |
| 35 (2.13) | 15 февраля 2011  | Comeback                   | Возвращение                 | Райан Мёрфи | Брэдли Бакер         | 10.53                  |
| Чтобы покорить Куинн, Сэм использует образ Джастина Бибера. Рэйчел пытается стать законодательницей школьной моды, и прибегает к помощи Бриттани. Сью борется с депрессией, и для этого на время присоединяется к хору. |                  |                            |                             |             |                      |                        |
| 36 (2.14) | 22 февраля 2011  | Blame It on the Alcohol    | Во всём виноват алкоголь    | Йен Бреннан | Эрик Штольц          | 10.58                  |
| Фиггинс намерен рассказать школьникам о вреде алкоголя. Бист приглашает Уилла в свой любимый бар. Рэйчел устраивает в своём доме вечеринку. В разгар веселья она целует Блэйна, который после этого начинает сомневаться в своей гомосексуальности. |                  |                            |                             |             |                      |                        |
| 37 (2.15) | 8 марта 2011     | Sexy                       | Сексуальность               | Брэд Фэлчак | Райан Мёрфи          | 11.92                  |
| Холли возвращается в школу Мак-Кинли в качестве преподавателя полового воспитания. Семейная жизнь Эммы и Карла не складывается. Блэйн выясняет, что у Курта практически отсутствуют знания о сексуальности и близких отношениях. Сантана признаётся Бриттани в любви, но она ей отказывает ссылаясь на любовь к Арти. |                  |                            |                             |             |                      |                        |
| 38 (2.16) | 15 марта 2011    | Original Song              | Оригинальная песня          | Райан Мёрфи | Брэдли Бакер         | 11.15                  |
| «Новые горизонты», «Соловьи» и «Звуковая энергия» участвуют в региональных соревнованиях. Рэйчел предлагает ребятам написать для конкурса собственные песни. Курт и Блэйн начинают встречаться. |                  |                            |                             |             |                      |                        |
| 39 (2.17) | 19 апреля 2011   | A Night of Neglect         | Ночь пренебрежения          | Йен Бреннан | Кэрол Бэнкер         | 9.80                   |
| Сью создаёт «Лигу смерти», цель которой – уничтожить хор. Майк, Тина, Арти и Бриттани участвуют в телевикторине. «Новые горизонты» устраивают концерт, чтобы собрать деньги на поездку в Нью-Йорк. |                  |                            |                             |             |                      |                        |
| 40 (2.18) | 26 апреля 2011   | Born This Way              | Рождённые такими            | Брэд Фэлчак | Альфонсо Гомес-Рехон | 8.62                   |
| Рэйчел ломает нос, и врач предлагает ей воспользоваться ситуацией, сделав косметическую коррекцию. Уилл видит, что почти каждый из ребят имеет свои комплексы и хочет что-то изменить в себе. Лорен узнаёт секрет Куинн. Эмма понимает, что её обсессивно-компульсивное расстройство становится серьёзной проблемой. Сантана догадывается о сексуальной ориентации Карофски и предлагает ему стать её парнем для прикрытия, а сама хочет заполучить Бриттани заставив её ревновать. Курт переводится обратно в Мак-Кинли.                             |                  |                            |                             |             |                      |                        |
| 41 (2.19) | 3 мая 2011       | Rumours                    | Слухи                       | Райан Мёрфи | Тим Хантер           | 8.85                   |
| Бриттани организует собственное веб-шоу «Фондю для двоих», а Сью возрождает школьный таблоид «Выгребатель мусора», из-за чего все слухи и сплетни начинают разноситься с немыслимой скоростью. Ребята подозревают, что Сэм что-то скрывает. Эйприл Роудс приглашает Уилла в свою новую бродвейскую постановку. |                  |                            |                             |             |                      |                        |
| 42 (2.20) | 10 мая 2011      | Prom Queen                 | Королева бала               | Йен Бреннан | Эрик Штольц          | 9.29                   |
| Школа Мак-Кинли готовится к ежегодному балу. Пак просит Арти помочь ему подмешать алкоголь в пунш. Джесси Сент-Джеймс возвращается в город и просит прощения у Рэйчел. Блейн приходит на бал к Курту. Карофски становится королём бала. Куинн, Лорен и Сантана борются за титул королевы, но он неожиданно достаётся Курту. |                  |                            |                             |             |                      |                        |
| 43 (2.21) | 17 мая 2011      | Funeral                    | Похороны                    | Райан Мёрфи | Брэдли Бакер         | 8.97                   |
| Джин, сестра Сью, умирает от пневмонии. Финн и Курт предлагают свою помощь по организации поминальной службы. Джесси становится консультантом «Новых горизонтов» и устраивает прослушивание. Терри говорит Уиллу, что переезжает в Майами. |                  |                            |                             |             |                      |                        |
| 44 (2.22) | 24 мая 2011      | New York                   | Нью-Йорк                    | Брэд Фэлчак | Брэд Фэлчак          | 11.80                  |
| Хор едет на национальные соревнования в Нью-Йорк. Уилл должен сделать выбор между работой в школе и возможностью осуществить мечты о большой сцене. Финн пытается вернуть Рэйчел. Мерседес и Сэм начинают тайно встречаться. Блэйн и Курт признаются друг другу в любви. |                  |                            |                             |             |                      |                        |